# WWE Slam City
WWE Slam City war eine von World Wrestling Entertainment (WWE) produzierte Stop-Motion-Serie, die auf dem WWE Network und auf Nicktoons ausgestrahlt wurde.

## Hintergrund
WWE Slam City ist eine Gemeinschaftsproduktion von Mattels Playground Productions und WWE. Die Serie hatte ihre Premiere am 17. März 2014 auf dem WWE Network und wurde mittwochs im Sportblock von Nicktoons ausgestrahlt. Die Serie wurde außerdem auf weiteren Plattformen wie Hulu, Kabillion, Nintendo Video, dem YouTube-Channel Cartoonium, auf einer eigenen Website sowie auf vielen anderen Hostern gezeigt. Die kurzen, zweiminütigen Clips sind im Stop-Motion-Verfahren aufgenommen.
Es wurde eine Staffel gedreht, die 26 Folgen umfasste. Dazu wurde außerdem einiges an Merchandise veröffentlicht. Neben der Mattel-Spielzeug-Serie 2013, die als Inspiration für die Figuren verwendet wurde, wurden außerdem Comics, Malbücher und Schulmaterialien veröffentlicht. Es blieb jedoch bei einer Staffel.

## Handlung
The Finisher feuert alle Wrestler der WWE und schickt sie nach Slam City, wo sie sich in alltäglichen Jobs beweisen müssen. So arbeitet John Cena als Automechaniker, Alberto Del Rio in einem Starbucks-ähnlichen Café, Mark Henry als Maskottchen für einen Pizza-Service, CM Punk als Eisverkäufer, Dolph Ziggler als Industrieunternehmer, Randy Orton als Zoowärter, Kane als Koch und Sheamus als Platzanweiser. Ohne Job durchstreifen Daniel Bryan, The Miz, Big Show, Brock Lesnar, Santino Marella und Damien Sandow die Stadt. Dazu kommen noch Stone Cold Steve Austin und The Rock.

## Episodenliste
| Nr. | Originaltitel                                | Erstausstrahlung USA |
| --- | -------------------------------------------- | -------------------- |
| 1   | Auto-Tude Adjustment                         | 17. März 2014        |
| 2   | Alberto the Barista                          | 17. März 2014        |
| 3   | A Big Brawl                                  | 17. März 2014        |
| 4   | Cafeteria Chaos                              | 17. März 2014        |
| 5   | The Crossing Guard                           | 31. März 2014        |
| 6   | Surround, Pound and Stadium Beating: Part 1  | 31. März 2014        |
| 7   | Cold…Stone Cold                              | 31. März 2014        |
| 8   | Hot Enough for Ya?                           | 21. Apr. 2014        |
| 9   | Perky the Penguin                            | 21. Apr. 2014        |
| 10  | Sundae in the Park with Punk                 | 12. Mai 2014         |
| 11  | Surround, Pound and Stadium Beating: Part 2  | 12. Mai 2014         |
| 12  | Battle for the Streets                       | 12. Mai 2014         |
| 13  | The Finisher                                 | 12. Mai 2014         |
| 14  | Between a Rock and a Pizza: Part 1           | 11. Aug. 2014        |
| 14  | Between a Rock and a Pizza: Part 2           | 11. Aug. 2014        |
| 15  | We All Scream for Ice Cream                  | 20. Aug. 2014        |
| 17  | Coffee Showdown                              | 27. Aug. 2014        |
| 18  | Recipe for Disaster                          | 3. Sep. 2014         |
| 19  | The Wandering Nomad                          | 22. Sep. 2014        |
| 20  | Best Dessert in the World                    | 22. Sep. 2014        |
| 21  | Resistant Gorilla                            | 13. Okt. 2014        |
| 22  | Who Is the Apex Serpent?                     | 13. Okt. 2014        |
| 23  | Randy Gets His Goat                          | 13. Okt. 2014        |
| 24  | Surround, Pound, and Stadium Beating: Part 3 | 27. Okt. 2014        |
| 25  | Finale: Part One                             | 27. Okt. 2014        |
| 26  | Finale: Part Two                             | 3. Nov. 2014         |